# 중심 인물
이야기에서 중심 인물은 관객이 자신의 흥미와 관심의 대부분을 배치하기 위한 등장인물이다. 그들은 또한 거의 항상 이야기의 주인공이다; 그러나, "중심 인물"과 "주인공"은 별도의 경우로, 중심 인물의 감정과 야망은 주인공 정도로 높이 관객과 공감하는 것은 아니다 (이것은 두 인물 조건의 주요 차이점이다). 독자가 감정적으로 영향 받는 주요 인물이 꼭 필요한 것은 아니지만, 중심 인물은 대부분 단순히 이야기의 "재미"를 위해 작성된다. 중심 인물은 다른 인물보다 "스포트라이트가 집중되는 사람, 관심의 중심, 그 반응이 화면을 지배하는 사람"이라는 점이 더 강조된다.

## 같이 보기
- 등장인물